# Samuel Zopfy

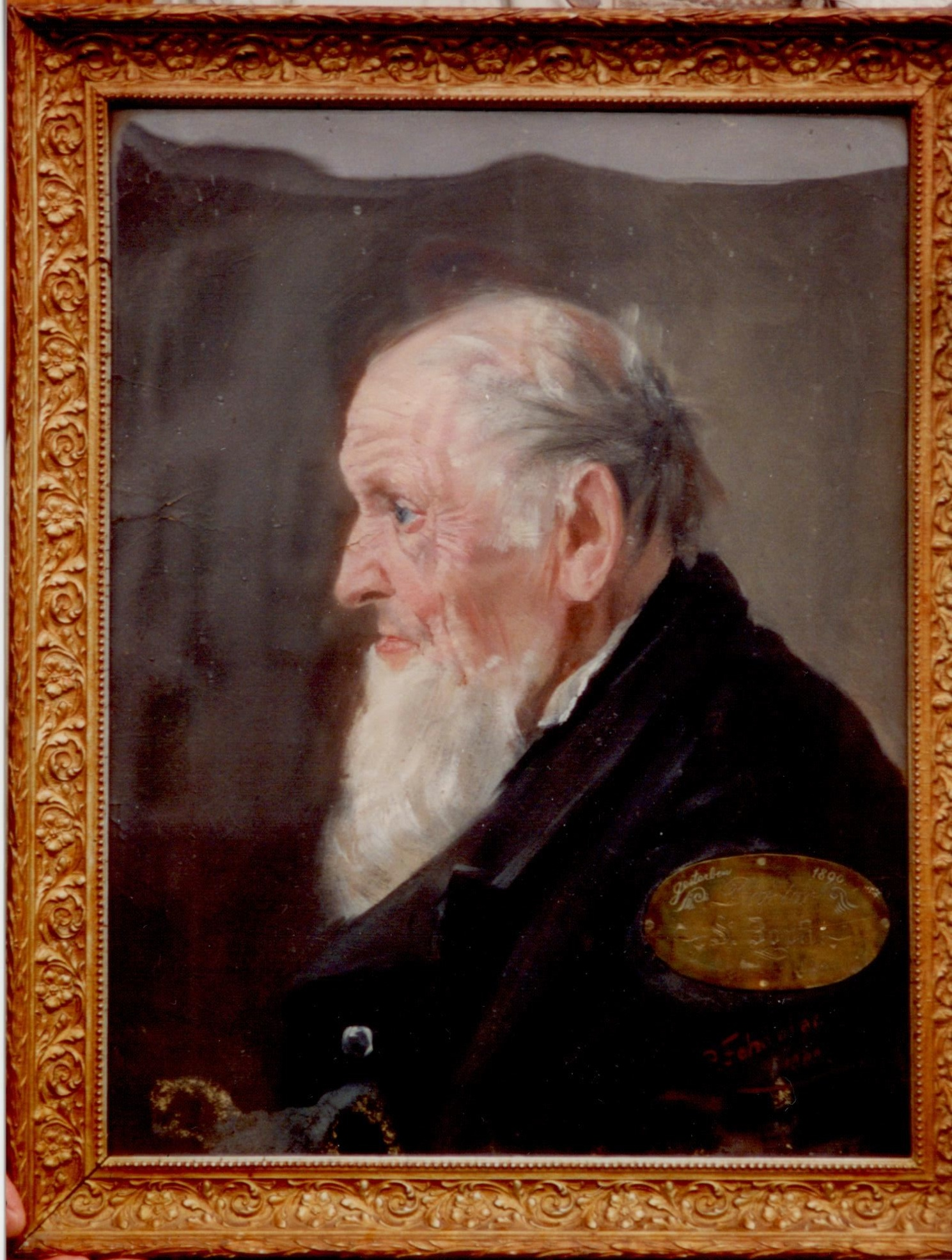
Samuel Zopfy

Samuel Zopfy (* 29. Januar 1804 in Schwanden GL; † 1. Dezember 1890 in Schwanden GL) war ein Schweizer Arzt und Pionier der Homöopathie.

## Leben
Samuel Zopfy wuchs in Schwanden GL auf als Sohn des Bäckers und Gastwirts Heinrich Zopfi (1779–1858) und der Maria Elmer (1784–1843).
Er bildete sich in Deutschland und den USA in medizinischer Kunst weiter, u. a. an der Universität Heidelberg und der Ludwig-Maximilians-Universität in München. Den Doktortitel erwarb er gemäss einem Nachruf an einer Hochschule in Philadelphia. Um 1830 liess er sich als Arzt in Schwanden nieder. 1834 heiratete er Maria Tschudi, das Paar blieb kinderlos.
Medizinisch betätigte sich Zopfy als Allgemeinpraktiker, Chirurg, Zahnarzt und Homöopath und erfand verschiedene Heilmittel, z. B. gegen Cholera. 1828 hatte er sich in Heidelberg mit Homöopathie bekannt gemacht. Zusammen mit Karl Krieger und Theophil Bruckner gründete er 1856 den Schweizerischen Verein homöopathischer Ärztinnen und Ärzte SVHA. Seine Erfahrungen als Arzt hielt er im Buch Heilkunde, Ergebnisse einer 60jährigen Erfahrung fest.
In Schwanden gehörten ihm u. a. eine Seidenspinnerei und -weberei, mehrere Häuser, eine Gastwirtschaft und ein Weinberg. Er betrieb physikalische Studien und bastelte an einem Luftschiff. Politisch bewirkte er mit seinem Auftritt an der Glarner Landsgemeinde in seinem Todesjahr 1890 die Gleichstellung von ehelichen und ausserehelichen Kindern im Erbrecht.
Am 25. Oktober 1862 wurde er ans Krankenlager des italienischen Freiheitshelden Giuseppe Garibaldi berufen, der am 29. August in der Schlacht vom Aspromonte am Fuss eine Schussverletzung erlitten hatte. Zopfy und weiteren Ärzten gelang es, Garibaldi vor einer Amputation zu bewahren.

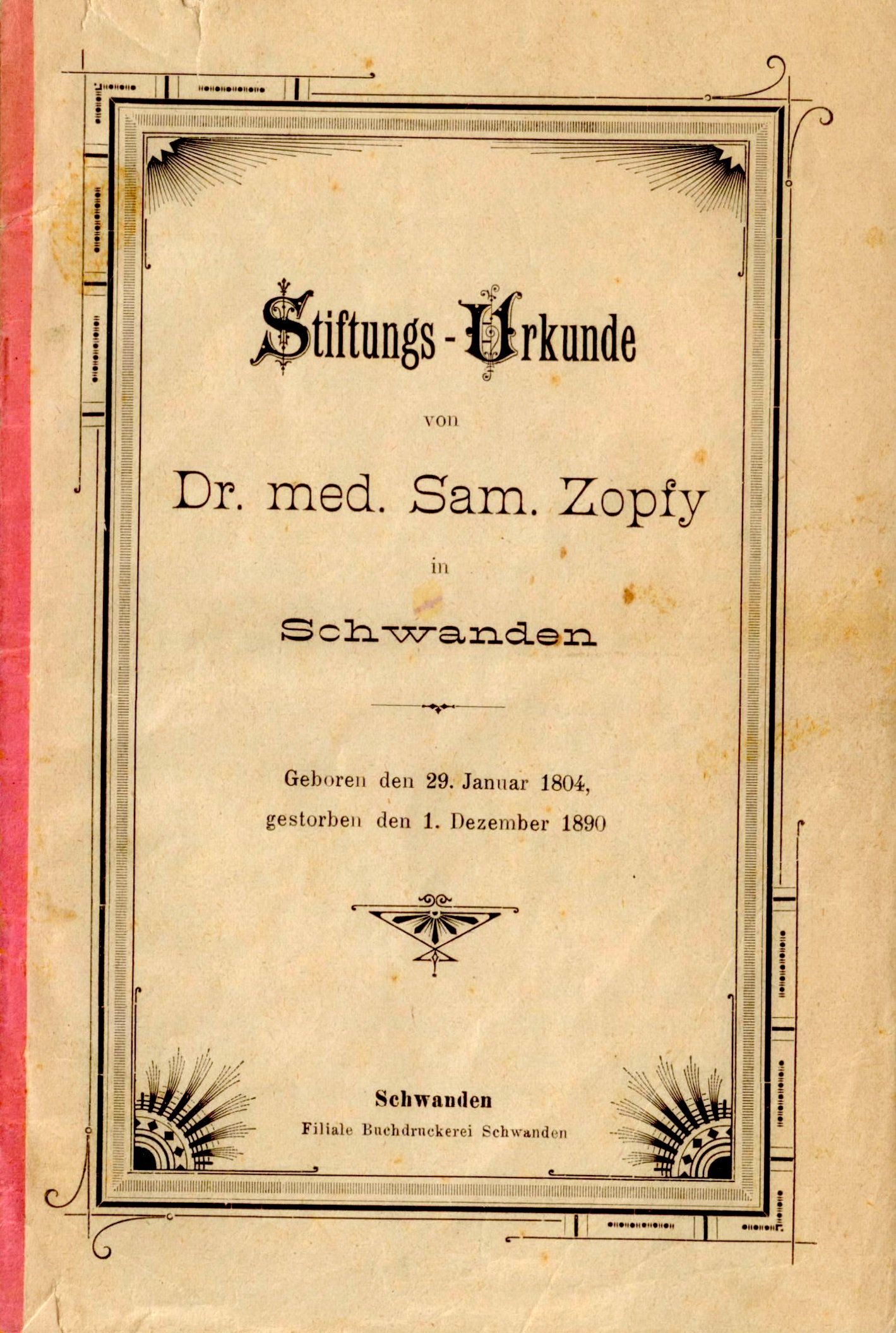
Stiftungsurkunde der Zopfi-Stiftung

Testamentarisch errichtete er mit 20'000 Franken eine Stiftung «zur künftigen ökonomischen Besserstellung des Zopfi-Geschlechtes, das mit irdischen Gütern spärlich ausgestattet». Hundert Jahre nach seinem Tod sollen die Zinsen des aufgelaufenen Kapitals an sämtliche im Kanton Glarus wohnenden Zopfis ab dem 20sten Altersjahr verteilt werden. Dafür sorgt heute die Zopfi-Stiftung mit Sitz in Schwanden.

## Publikationen
- Samuel Zopfy: Die Cholera und ihre Behandlung: in ihren Symptomen auseinandergesetzt. Verlag J. Vogel, Glarus 1867.
- Samuel Zopfy: Heilkunde: Ergebnisse einer 60jährigen Erfahrung. Selbstverlag, Schwanden 1889.
- Emil Zopfi: Garibaldis Fuss. Aus dem Leben des Homöopathen Samuel Zopfy (1804–1890). Limmat Verlag, Zürich 2016.